# Ormoy-Villers
Ormoy-Villers – miejscowość i gmina we Francji, w regionie Hauts-de-France, w departamencie Oise.
Według danych na rok 1990 gminę zamieszkiwało 645 osób, a gęstość zaludnienia wynosiła 62 osoby/km² (wśród 2293 gmin Pikardii Ormoy-Villers plasuje się na 434. miejscu pod względem liczby ludności, natomiast pod względem powierzchni na miejscu 424.).